# Venice (band)

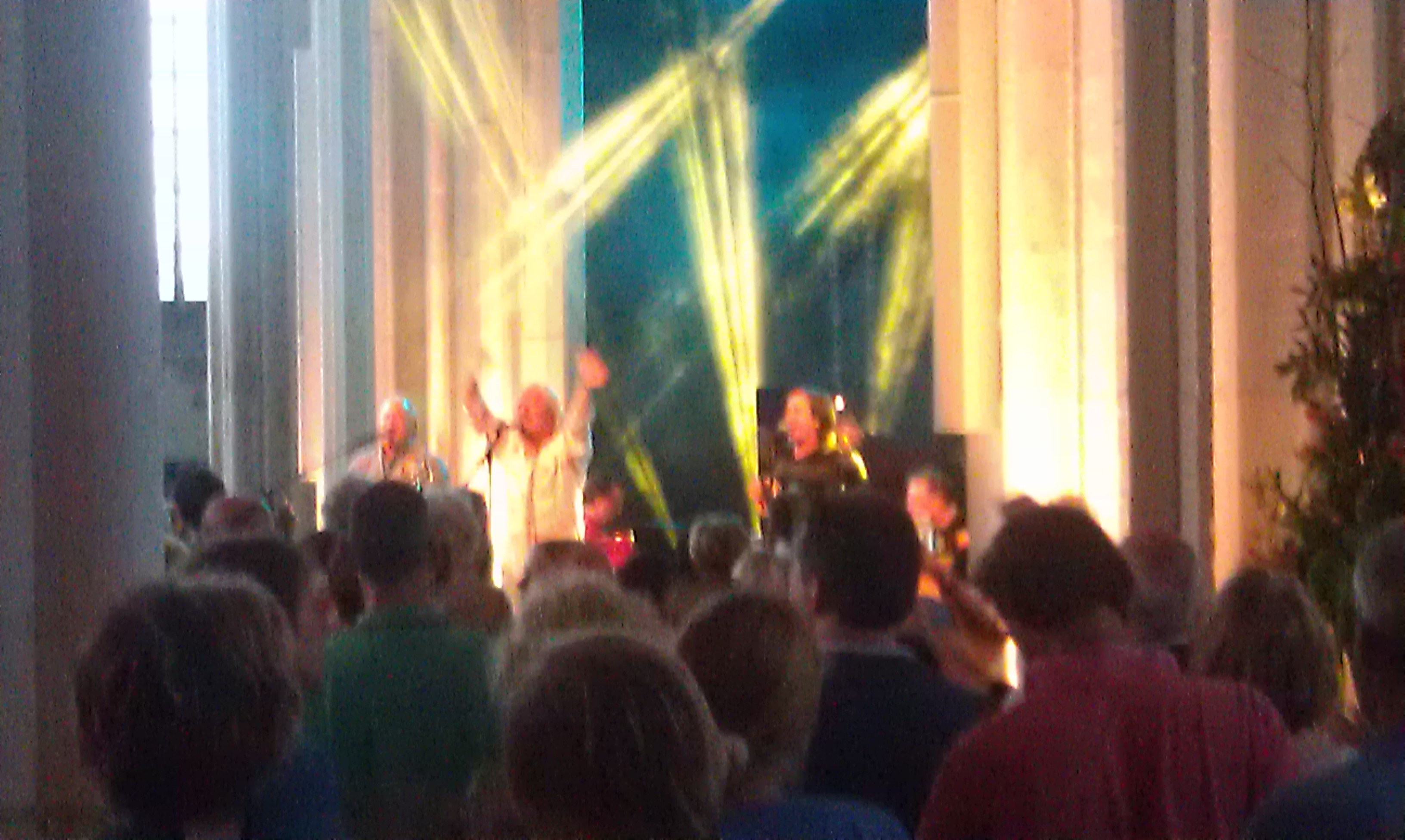
Optreden van Venice in de Grote of Sint-Stevenskerk in Nijmegen tijdens de Vierdaagsefeesten 2014

Venice is een Amerikaanse band bestaande uit de broers en neven Kipp, Mark, Michael en Pat Lennon. De Lennons brengen eigen composities in de stijl van de Eagles, Crosby, Stills, Nash & Young en Jackson Browne. De band werd opgericht in 1977 in Venice, een buurt in Los Angeles.

## Venice in Nederland
Venice werd in Nederland in 1997 bekend dankzij een optreden in het radio- en tv-programma 2 Meter Sessies van Jan Douwe Kroeske. De Lennons traden onder meer op in begeleidingsbands van Linda Ronstadt, Don Henley en Jackson Browne. Het kenmerkendste aan de band is de veelvuldig gebruikte meerstemmige zang.
In 2006 maakte Venice een theatertournee door Nederland met hun album Amsterdam. Ter afsluiting van de week van de jaren 70 van Radio 2 vond er op 27 april 2007 in de Heineken Music Hall in Amsterdam een spectaculair optreden plaats (Motel Westcoast). Tijdens het concert werd zogenaamde "Westcoast-muziek" (de westelijke kust van Californië) van onder meer de Eagles en Linda Ronstadt gespeeld. Venice werd hier ondersteund door de Nederlandse band De Kast met Syb van der Ploeg. Ook in de jaren daarna trad de band regelmatig op in Nederland, onder andere op Bospop in Weert (2007). Elektrische en akoestische tournees wisselden elkaar af. In november 2013 gaf Venice een aantal concerten in Nederland om hun album What Summer Brings te promoten en in 2014 trad de band op om het 15-jarige jubileum te vieren.

## Prijzen
De band werd beloond met onder meer een gouden album en een Edison Music Award voor Beste Internationale Artiest.

## Discografie

### Albums
| Album met eventuele hitnotering(en) in de Nederlandse Album Top 100 | Datum van verschijnen | Datum van binnenkomst | Hoogste positie | Aantal weken | Opmerkingen  |
| ------------------------------------------------------------------- | --------------------- | --------------------- | --------------- | ------------ | ------------ |
| Born and raised                                                     | 1997                  | 25-04-1998            | 42              | 7            |              |
| Spin art                                                            | 1999                  | 03-07-1999            | 36              | 5            |              |
| 2 Meter sessies                                                     | 2000                  | 27-05-2000            | 18              | 23           |              |
| Welcome to the rest of your life                                    | 2002                  | 14-09-2002            | 11              | 9            |              |
| Pacific standard time                                               | 2004                  | 27-11-2004            | 33              | 9            |              |
| Amsterdam                                                           | 2006                  | 23-09-2006            | 8               | 13           |              |
| Good evening... - A night of live acoustic music                    | 2008                  | 29-11-2008            | 42              | 3            | Livealbum    |
| What Summer Brings                                                  | 2013                  | 16-11-2013            | 9               | 5            | Double album |
| Brunch Buffet                                                       | 2016                  | 30-04-2016            | 55              | 2            |              |
| Into the morning blue                                               | 2017                  | 29-04-2017            | 40              | 1            |              |
| Waves of Christmas                                                  | 2017                  |                       |                 |              |              |
| Jacaranda Street                                                    | 2019                  |                       |                 |              |              |
| Stained Glass                                                       | 2024                  |                       |                 |              |              |

### Singles
| Single met eventuele hitnotering(en) in de Nederlandse Top 40 | Datum van verschijnen | Datum van binnenkomst | Hoogste positie | Aantal weken | Opmerkingen              |
| ------------------------------------------------------------- | --------------------- | --------------------- | --------------- | ------------ | ------------------------ |
| Think again                                                   | 2002                  | -                     |                 |              | #51 in de Single Top 100 |
| Welcome to the rest of your life                              | 2002                  | -                     |                 |              | #84 in de Single Top 100 |

### NPO Radio 2 Top 2000
| Nummer met noteringen in de NPO Radio 2 Top 2000 | '01  | '02 | '03 | '04 | '05 | '06 | '07 | '08 | '09 | '10 | '11 | '12 | '13 | '14 | '15 | '16 | '17 | '18 | '19 | '20 | '21 | '22 | '23 | '24 |
| ------------------------------------------------ | ---- | --- | --- | --- | --- | --- | --- | --- | --- | --- | --- | --- | --- | --- | --- | --- | --- | --- | --- | --- | --- | --- | --- | --- |
| The Family Tree                                  | 1805 | -   | 579 | 294 | 198 | 171 | 177 | 221 | 234 | 339 | 426 | 501 | 277 | 442 | 499 | 716 | 744 | 823 | 949 | 949 | 966 | 979 | 901 | 873 |

1. ↑  Een '-' betekent dat het nummer niet was genoteerd en een vetgedrukt getal geeft de hoogste notering aan.
2. ↑  2001 was het eerste jaar met een notering voor dit nummer.

### Dvd's
| Dvd's met hitnoteringen in de DVD Top 30 | Datum van verschijnen' | Datum van binnenkomst | Hoogste positie | Aantal weken | Opmerkingen |
| ---------------------------------------- | ---------------------- | --------------------- | --------------- | ------------ | ----------- |
| Live at the Royal Carré theatre          | 2003                   | 27-12-2003            | 19              | 5            |             |

## Trivia
- Mark, Pat en Kipp Lennon verzorgden de achtergrondzang tijdens de Noord-Amerikaanse en Europese tournee van Roger Waters (ex-Pink Floyd) met zijn project The Wall (2010/2011).